# Список померлих 1995 року
Це список значимих людей, що померли 1995 року, упорядкований за датою смерті.

## Січень
1 січня — Юджин Пол Вігнер, американський фізик угорського походження, Нобелівська премія з фізики 1963 (*1902)
1 січня — Рючан Адли, турецький бізнесмен (*1923)
1 січня — Фред Вест, англійський серійний вбивця (*1941)
2 січня — Ненсі Келлі, американська акторка та модель (*1921)
2 січня — Сіад Барре, державний і політичний діяч Сомалі, диктатор у 1969—1991 рр. (*?)
4 січня — Носик Валерій Бенедиктович, радянський і російський актор театру і кіно (*1940)
5 січня — Мансур Саттарі, іранський військовик (*1948)
7 січня — Мюррей Ротбард, американський економіст (*1926)
8 січня — Карлос Монсон, аргентинський професійний боксер (*1942)
8 січня — Абдулла Абдул Гані Хаят, імам Великої мечеті в Мецці (*1908)
8 січня — Лулу Гасте, французький пісняр (*1908)
9 січня — Суфанувонг, перший президент Лаоської Народно-Демократичної Республіки (1975—1986) (*1909)
9 січня — Пітер Кук, англійський комік, актор, сатирик, драматург і сценарист (*1937)
11 січня — Льюїс Ніксон III, офіцер армії США (*1918)
11 січня — Онат Кутлар, турецький письменник і поет (*1936)
12 січня — Саїд Саджад Хусейн, пакистансько-бангладешський вчений і письменник (*1920)
12 січня — Такако Ірі, японська кіноакторка (*1911)
12 січня — Хоанг Мінь Гіам, в'єтнамський дипломат (*1904)
14 січня — Хуан Цзе, генерал армії Гоміньдану, тайванський урядовець (*1902)
15 січня — Йозеф Кемр, чеський актор (*1922)
15 січня — Карем Махмуд, єгипетський співак і актор (*1922)
17 січня — Міґел Торґа, португальський поет, прозаїк, драматург (*1907)
18 січня — Адольф Бутенандт, німецький біохімік, Нобелівська премія з хімії 1939 (*1903)
18 січня — Натан Розен, американський та ізраїльський фізик-теоретик, співавтор Альберта Ейнштейна (*1909)
18 січня — Райнер Колер, німецький актор (*1944)
19 січня — Патриція Тегеран Ромеро, колумбійська співачка та композиторка (*1969)
20 січня — Мегді Базарґан, прем'єр-міністр Ірану в 1979 р. (*1908)
20 січня — Нобуо Канеко, японський актор (*1923)
22 січня — Роза Кеннеді, американська філантропка, дружина Джозефа Патріка Кеннеді, мати президента США Джона Ф. Кеннеді, сенаторів Роберта Ф. Кеннеді та Едварда М. Кеннеді (*1890)
22 січня — Фунг Куан, в'єтнамський прозаїк і поет (*1932)
25 січня — Джон Сміт, американський актор (*1931)
26 січня — Курама Тацуя, японський борець сумо (*1952)
27 січня — Жан Тардьє, французький поет, драматург, есеїст, перекладач (*1903)
27 січня — Соленн Пуавр д'Арвор, донька французького тележурналіста і письменника Патріка Пуавра д'Арвора, що вчинила самогубство у віці 19 років (*1975)
30 січня — Джеральд Даррелл, британський натураліст, письменник, природоохоронець і телеведучий (*1925)

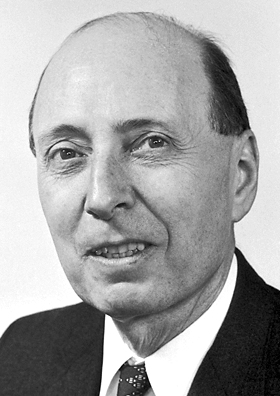
Юджин Пол Вігнер
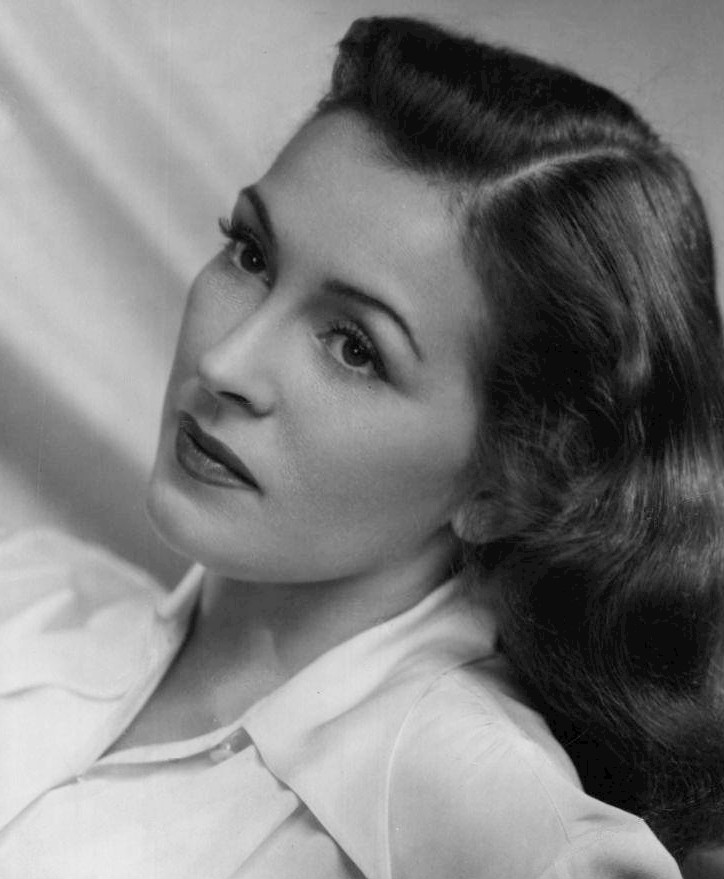
Ненсі Келлі
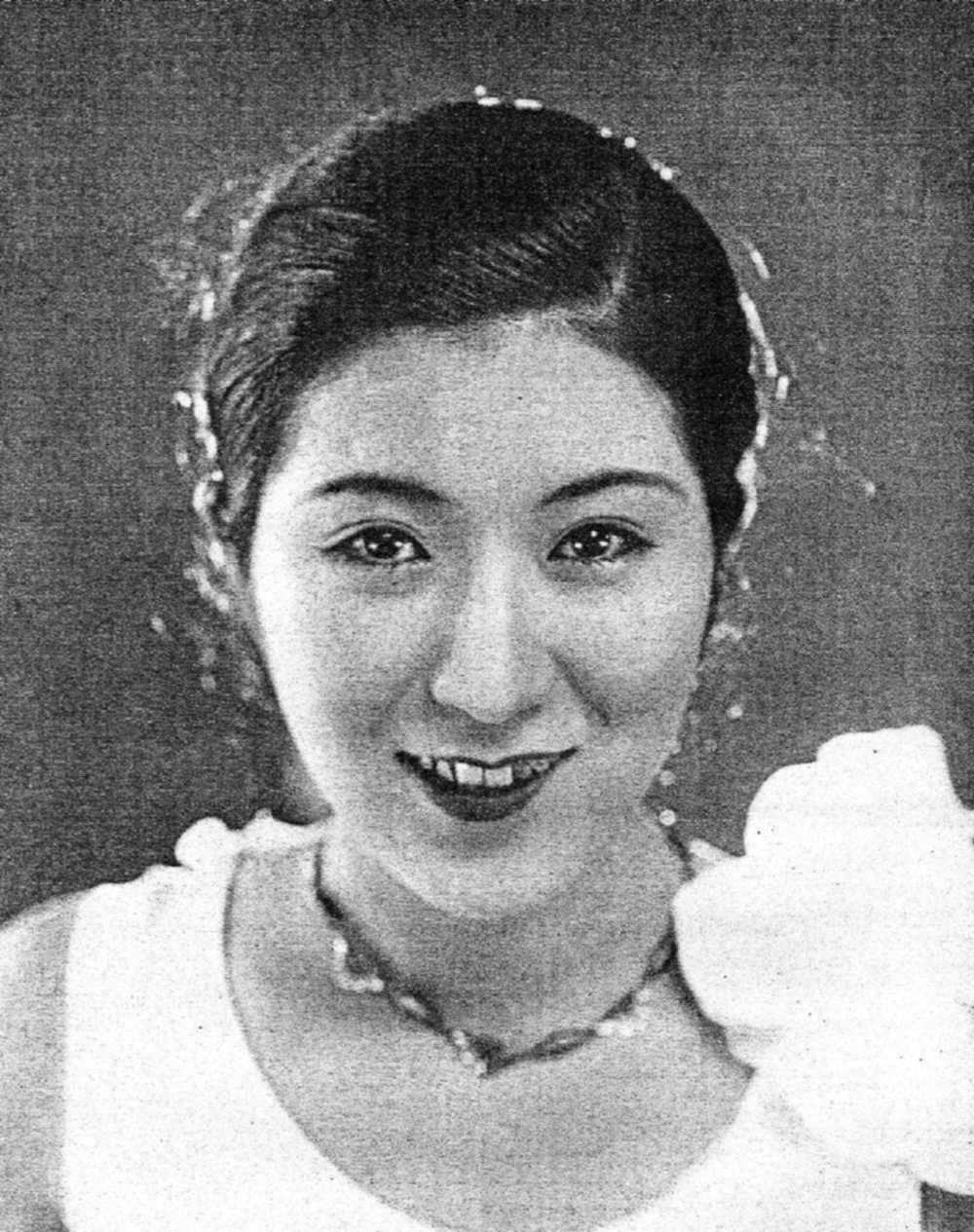
Такако Ірі
Натан Розен (ліворуч) і Альберт Ейнштейн
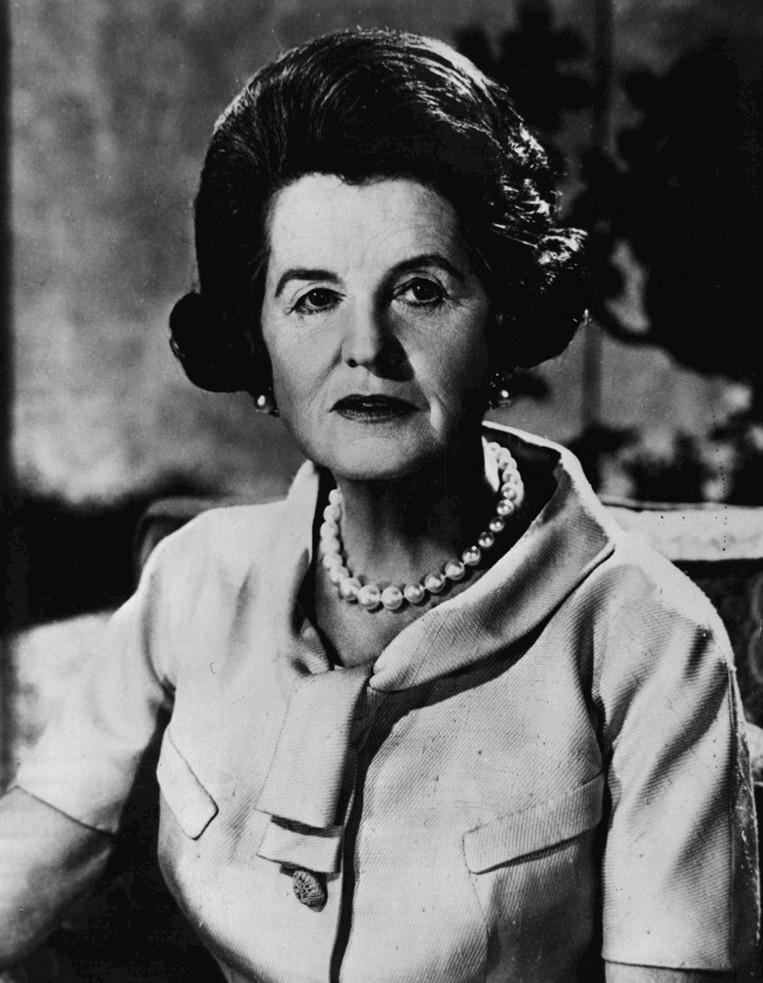
Роза Кеннеді
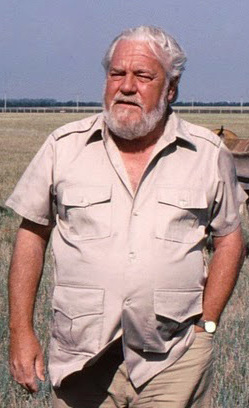
Джеральд Даррелл

## Лютий
1 лютого — Інгві Гамлін, шведський актор і кінорежисер (*1926)
1 лютого — Річі Едвардс, валлійський музикант (зник 1 лютого) (*1967)
2 лютого — Дональд Плезенс, англійський актор (*1919)
2 лютого — Фред Перрі, англійський тенісист (*1909)
4 лютого — Патриція Гайсміт, американська письменниця (*1921)
5 лютого — Івасюк Михайло Григорович, український письменник, літературознавець, фольклорист, педагог, громадський та культурний діяч, батько Володимира Івасюка (*1917)
5 лютого — Даг МакКлюр, американський актор (*1935)
5 лютого — Ігор Андрєєв, польський правник і викладач (*1915)
6 лютого — Маруха Малло, іспанська художниця (*1902)
8 лютого — Калпана Датта, активістка індійського національно-визвольного руху, національна героїня Індії (*1913)
8 лютого — Юзеф Марія Бохенський, польсько-швейцарський логік, історик логіки і філософ, католик пресвітер-домініканець (*1902)
9 лютого — Девід Вейн, американський актор (*1914)
9 лютого — Калеві Кейханен, фінський туристичний підприємець (*1924)
9 лютого — Тума Аль-Тамімі, іракський актор (*1931)
11 лютого — Шевкуненко Сергій Юрійович, радянський кіноактор, кримінальний авторитет (*1959)
13 лютого — Альберто Буррі, італійський художник, скульптор і лікар (*1915)
13 лютого — Лі Чжисуй, китайсько-американський лікар, особистий лікар і довірена особа Мао Цзедуна (*1919)
14 лютого — У Ну, прем'єр-міністр Бірми (1948—1956, 1957—1958, 1960—1962) (*1907)
14 лютого — Іша Меєр, нідерландський журналіст, телеведучий, радіоведучий, критик і письменник єврейського походження (*1943)
16 лютого — Віктор Дега, польський хірург і ортопед (*1896)
20 лютого — Шломо Залман Ауербах, ортодоксальний єврейський рабин, знавець Галахи і голова єшиви (*1910)
21 лютого — Мухаммад Реда, єгипетський актор (*1921)
22 лютого — Карл-Арне Хольмстен, шведський кіноактор (*1911)
22 лютого — Лін Цуй, гонконгська акторка (*1936)
23 лютого — Джеймс Герріот, британський хірург-ветеринар та письменник (*1916)
23 лютого — Мелвін Франклін, американський бас-співак (*1942)
24 лютого — Маехата Хідеко, японська плавчиня (*1914)
25 лютого — Тацуя Джо, японський актор і актор озвучування (*1931)
26 лютого — Корєнєв Олексій Олександрович, радянський і російський кінорежисер і сценарист (*1927)

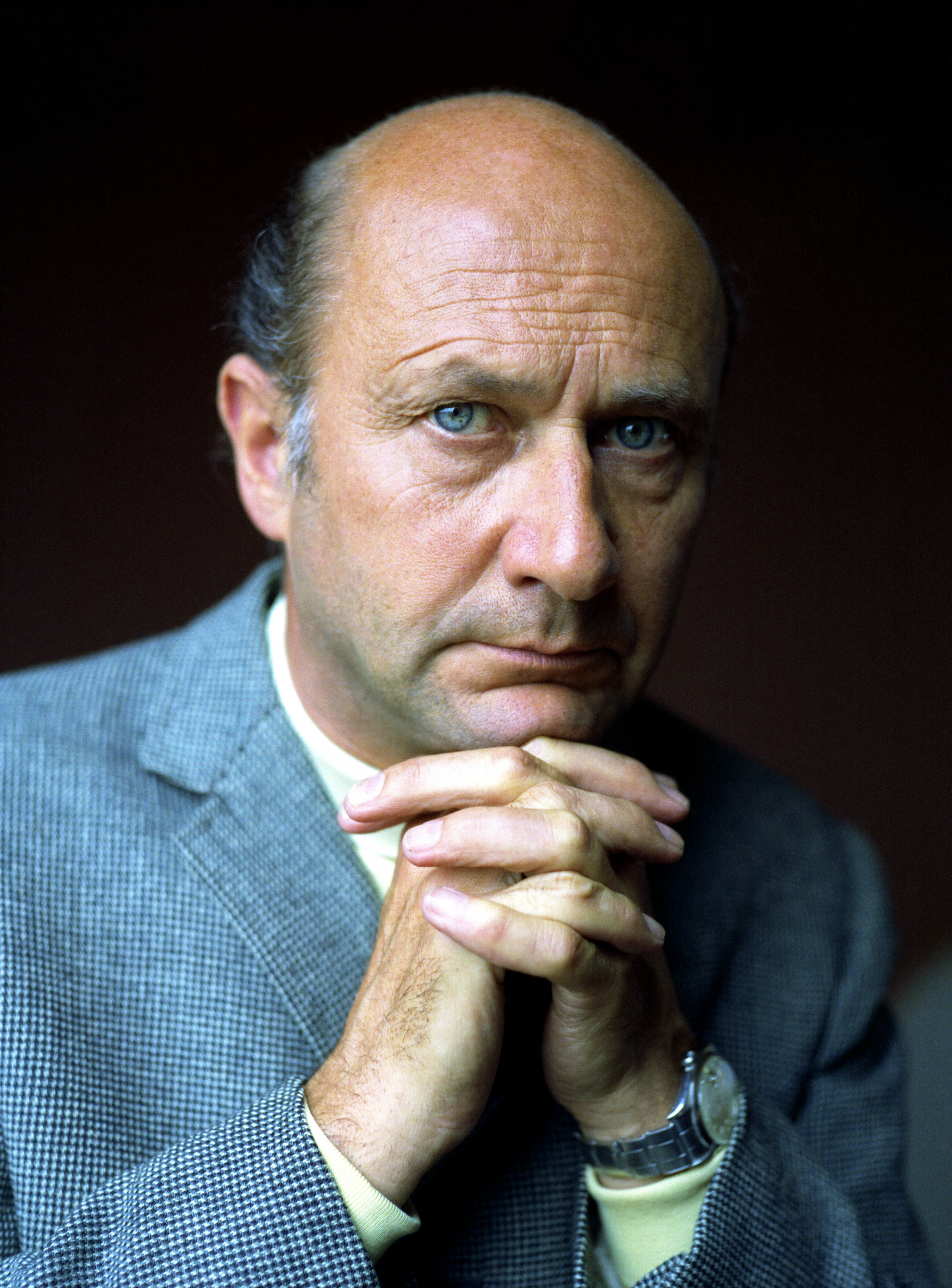
Дональд Плезенс
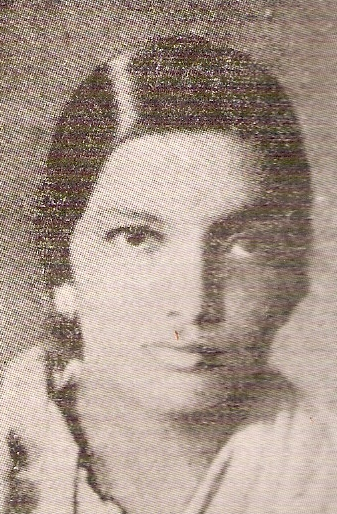
Калпана Датта
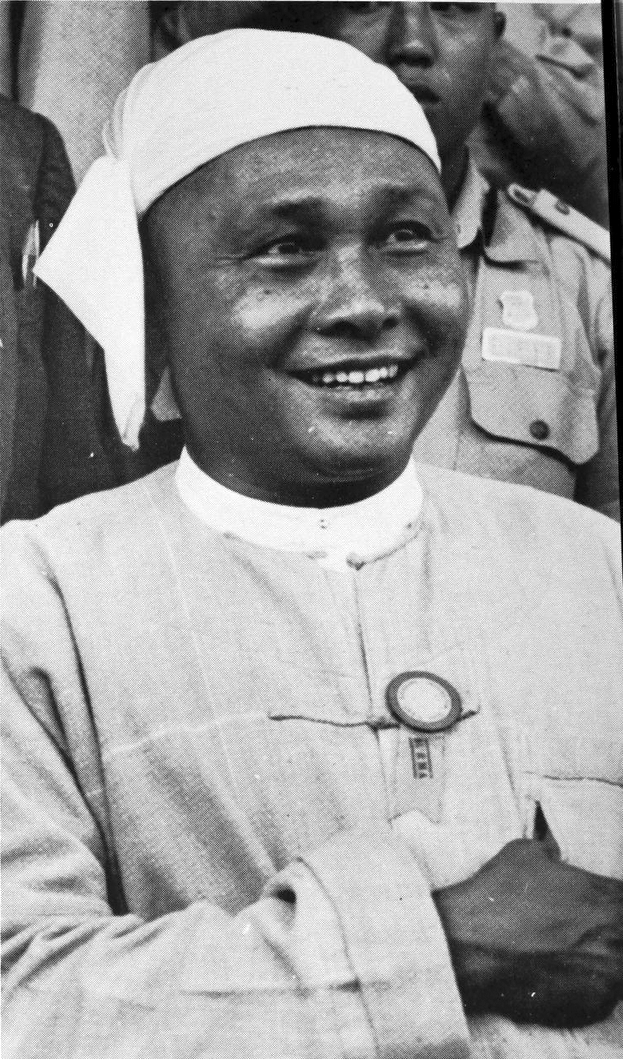
У Ну

## Березень
1 березня — Георг Келер, німецький біолог і імунолог, лауреат Нобелівської премії з фізіології або медицини 1984 (*1946)
1 березня — Листьєв Владислав Миколайович, радянський та російський журналіст, телеведучий (Вбивство Владислава Листьєва) (*1956)
1 березня — Сезар Родрігес Альварес, іспанський футболіст (*1920)
2 березня — Юзьков Леонід Петрович, український учений-правознавець, перший голова Конституційного суду України (*1938)
3 березня — Дам Куанг Трунг, північнов'єтнамський військовик (*1921)
3 березня — Тарик Юміт, співробітник турецької розвідки (*1947)
4 березня — Іфтехар, індійський актор (*1920)
5 березня — Фріда Белінфанте, нідерландська віолончелістка, диригентка та учасниця голландського руху Опору під час Другої світової війни (*1904)
6 березня — Барбара Квятковська-Лясс, польська танцюристка і кіноакторка (*1940)
7 березня — Масару Дої, японський кулінар (*1921)
7 березня — Наджиб Кілані, єгипетський поет і прозаїк (*1931)
7 березня — Поль-Еміль Віктор, французький етнолог і дослідник (*1907)
8 березня — Братунь Ростислав Андрійович, український поет, громадський та державний діяч (*1927)
9 березня — Едвард Бернейз, австро-американський піонер в галузі зв'язків з громадськістю та пропаганди (*1891)
10 березня — Міхал Тучни, чеський співак (*1947)
10 березня — Дікі Зулкарнаен, індонезійський актор (*1939)
10 березня — Маттітягу Пелед, ізраїльський громадський діяч, військовик, учений, політик (*1923)
10 березня — Овіді Монтлор, іспанський (валенсійський) співак, автор пісень і актор (*1942)
11 березня — Майфанві Талоґ, валлійська акторка (*1944)
12 березня — Мія Алексич, сербський та югославський актор (*1923)
13 березня — Абдул Алі Мазарі, афганський політик (*1946)
13 березня — Францішек Ґайовничек, польський військовик, в'язень концтабору Аушвіц (*1901)
14 березня — Вільям Альфред Фаулер, американський фізик і астрофізик, Нобелівська премія з фізики 1983 (*1911)
15 березня — Карлос Менем мол., аргентинський гонщик (*1968)
17 березня — Рональд Крей, один із відомих британських злочинців — братів-близнюків (*1933)
17 березня — Ахмад Хомейні, син іранського аятолли Рухолли Хомейні (*1946)
17 березня — Гіл Ок Юн, південнокорейський музикант (*1927)
17 березня — Рік Авілес, американський стендап-комік і актор пуерториканського походження (*1952)
18 березня — Садрі Алишик, турецький актор і комік (*1925)
19 березня — Ніке Арділла, індонезійська співачка, акторка, модель та філантропка сунданського походження (*1975)
19 березня — Ясуо Ямада, японський актор, актор озвучування та оповідач (*1932)
20 березня — Великий Джон Стадд, американський реслер і актор (*1948)
21 березня — Харі Дев Джоші, індійський політик і борець за свободу (*1920)
21 березня — Хасан Очак, жертва поліцейського насильства в Туреччині (зник безвісти 21 березня) (*1965)
23 березня — Івашов Володимир Сергійович, радянський і російський кіноактор (*1939)
23 березня — Шакті Чаттопадхяй, індійський поет і письменник, який писав бенгальською мовою (*1933)
24 березня — Джозеф Нідем, британський вчений (біохімік, ембріолог, синолог) (*1900)
25 березня — Атьє Місбах Мухджиддін, індонезійський викладач і письменник (*1937)
26 березня — Eazy-E, американський репер (*1964)
26 березня — Такаморо Ко, японський футболіст (*1907)
26 березня — Белгін Дорук, турецька кіноакторка (*1936)
27 березня — Мауріціо Гуччі, італійський бізнесмен, керівник будинку моди Gucci (*1948)
28 березня — Ганнс Йоахім Фрідріхс, німецький журналіст (*1927)
28 березня — Г'ю О'Коннор, американський актор (*1962)
29 березня — Мельничук Тарас Юрійович, український поет-дисидент (*1938)
29 березня — Бернар Нахум, турецький бізнесмен (*1911)
29 березня — Наташа Зильська, польська співачка єврейського походження (*1933)
31 березня — Селена Кінтанілья-Перес, американська поп-співачка мексиканського походження (*1971)

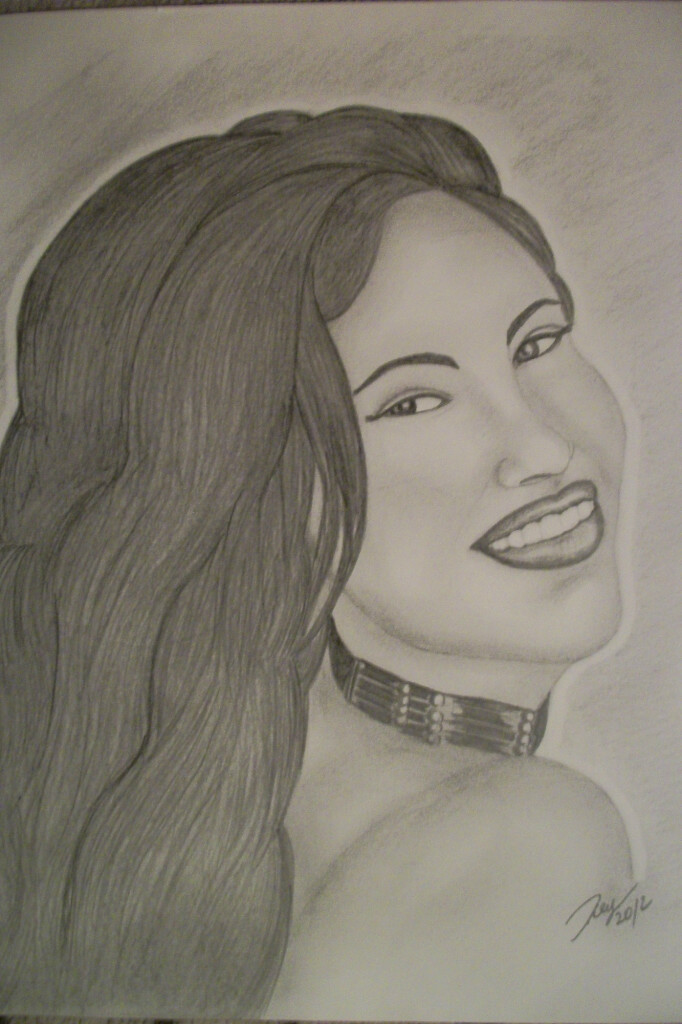
Селена
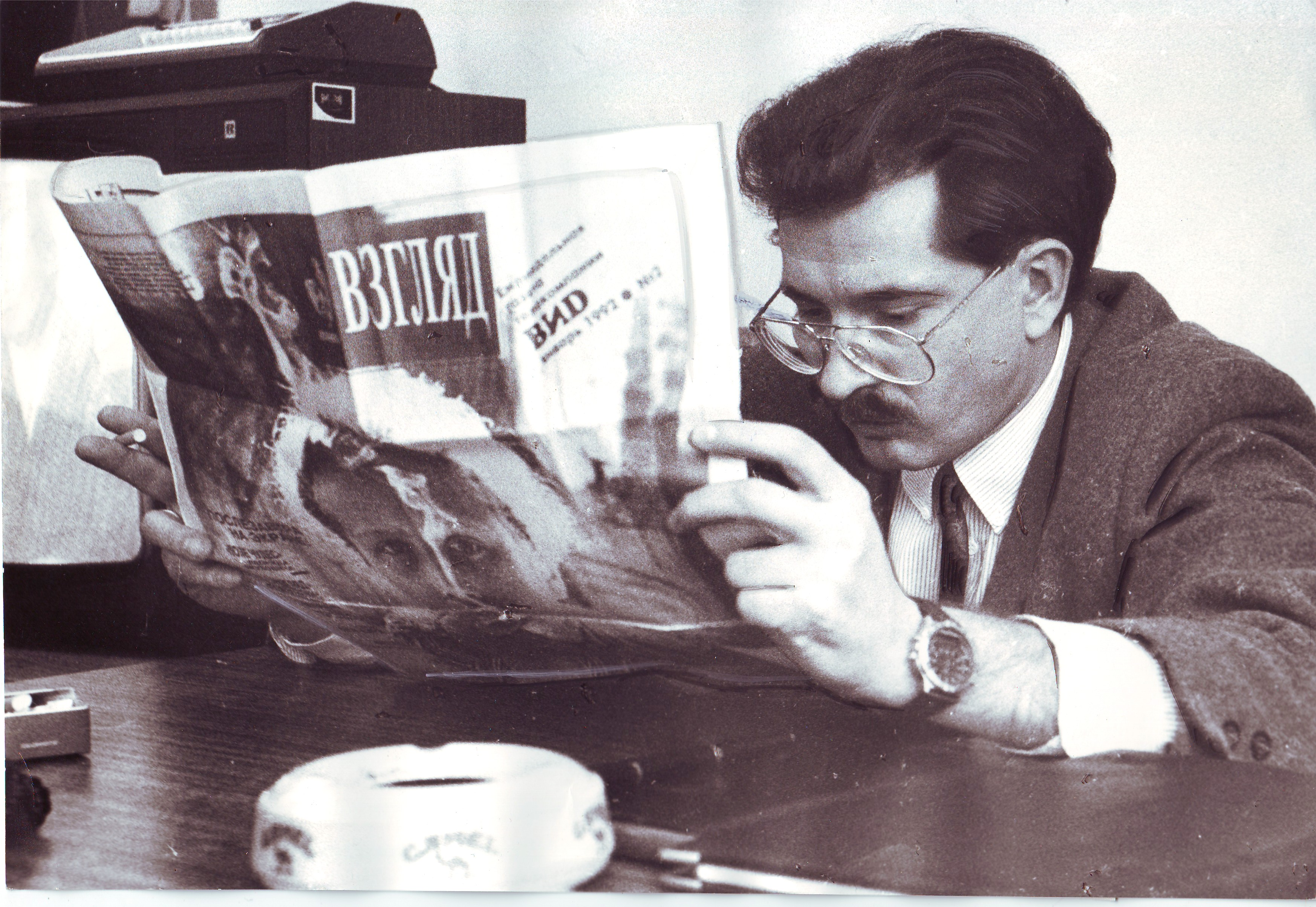
Владислав Листьєв
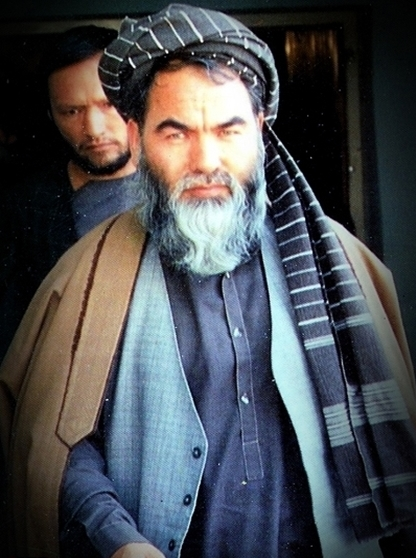
Абдул Алі Мазарі
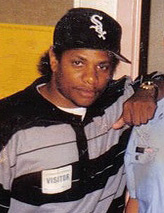
Eazy-E

## Квітень
2 квітня — Ганнес Альвен, шведський фізик та астроном, а також письменник-фантаст, лауреат Нобелівської премії з фізики 1970 (*1908)
3 квітня — Грасіта Моралес, іспанська кіноакторка (*1928)
3 квітня — Фрідгельм Пюттман, німецький урядовець та почесний професор (*1926)
4 квітня — Ван Баосен, китайський політик (*1935)
4 квітня — Кенні Еверетт, англійський радіо-ді-джей і телевізійник (*1944)
4 квітня — Ханса Джіврадж Мехта, індійська активістка, феміністка та письменниця (*1897)
7 квітня — Раман Рагав, індійський серійний вбивця (*1929)
9 квітня — Едда Муссоліні, донька Беніто Муссоліні (*1910)
9 квітня — Нгуєн Хуу Ан, північнов'єтнамський військовик (*1926)
9 квітня — Паола Борбоні, італійська акторка театру та кіно (*1900)
10 квітня — Білецький Андрій Олександрович, український мовознавець, поліглот (*1911)
10 квітня — Морарджі Десаї, прем'єр-міністр Індії (1977—1979) (*1896)
10 квітня — Гюнтер Гійом, східнонімецький шпигун, який став секретарем канцлера Західної Німеччини Віллі Брандта (*1927)
10 квітня — Чень Юнь, китайський революційний лідер, один із найвпливовіших лідерів КНР поряд з Ден Сяопіном (*1905)
11 квітня — Вім Сандерс, нідерландський політик і борець Опору в роки Другої світової війни (*1908)
12 квітня — Моу Цзунсан, китайський філософ і перекладач (*1909)
12 квітня — Хелен Чжан, тайваньська телевізійна і кіноакторка (*1957)
14 квітня — Берл Айвз, американський актор і співак у стилі фолк (*1909)
14 квітня — Гільдеґард Лехерт, наглядачка декількох концентраційних таборів під час Другої світової війни, нацистська воєнна злочинниця (*1920)
14 квітня — Маріо Каротенуто, італійський актор кіно і театру (*1916)
15 квітня — Вахідуззаман Кайранаві, індійський ісламський учений, письменник, лексикограф і професор (*1930)
16 квітня — Ікбал Масіх, пакистанський християнський дитячий робітник і активіст, який боровся проти дитячої праці в Пакистані (*1983)
16 квітня — Шайєнн Брандо, французька фотомодель, донька актора Марлона Брандо (*1970)
18 квітня — Артуро Фрондісі, президент Аргентини (1958—1962) (*1908)
18 квітня — Макагонова Роза Іванівна, радянська і російська кіноакторка (*1927)
19 квітня — Ферідун Шавли, турецький кіноактор (*1953)
20 квітня — Мілован Джилас, політичний і державний діяч Югославії та міжнародного комуністичного руху (*1911)
21 квітня — Амір Махмуд, індонезійський військовик (*1923)
23 квітня — Говард Козелл, американський спортивний журналіст, телеведучий і письменник (*1918)
23 квітня — Хідео Мураї, японський злочинець, член культу Аум Сінрікьо (*1958)
24 квітня — Хейфиц Йосип Юхимович, радянський і російський кінорежисер, сценарист, педагог (*1905)
24 квітня — Хідеюкі Асіхара, японський майстер карате (*1944)
25 квітня — Александер Нокс, канадський актор, автор пригодницьких романів (*1907)
25 квітня — Андреа Фортунато, італійський футболіст (*1971)
25 квітня — Джинджер Роджерс, американська кіноакторка, танцюристка і співачка (*1911)
25 квітня — Ґулам Муртаза Сайєд, пакистанський сіндський політик (*1904)
25 квітня — Ле Ван Луонг, в'єтнамський політик (*1912)
27 квітня — Віллем Фредерік Германс, нідерландський прозаїк і філософ (*1921)
27 квітня — Гоурі Шанкар, індійський злочинець (*1954)
27 квітня — Рафаель Рабелло, бразильський гітарист і композитор (*1962)
30 квітня — Хоай Лінь, в'єтнамський музикант (*1920)
30 квітня — Ядвіга Курилюк, польська кіноакторка (*1912)

Дів'я Бхарті
Чень Юнь
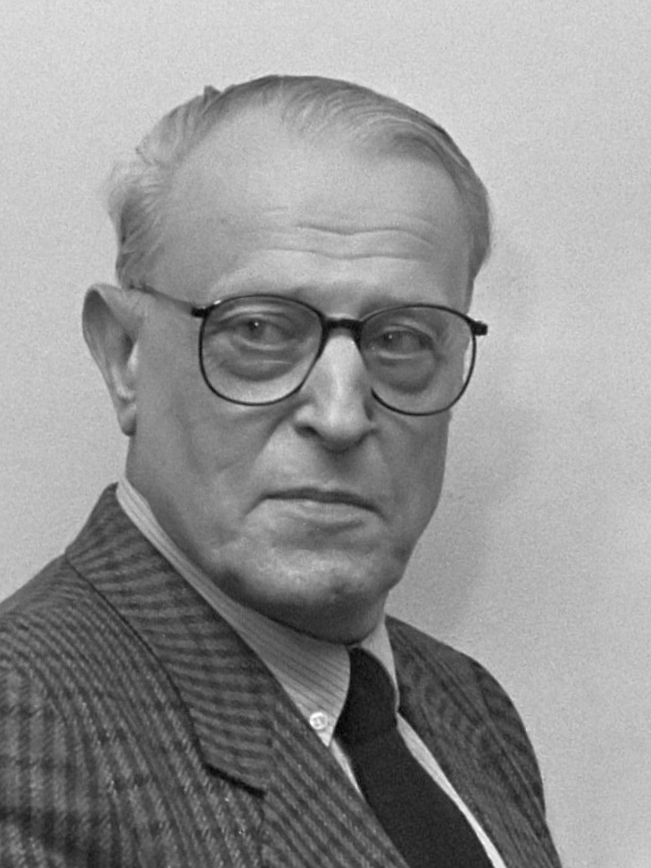
Віллем Фредерік Германс

## Травень
2 травня — Рудольф Перешін, хорватський льотчик Югославської народної армії та ВПС Хорватії (*1958)
2 травня — Агнес Краус, німецька акторка (*1911)
2 травня — Вернер Файгель, німецький журналіст і ведучий новин голландського походження (*1928)
2 травня — Майкл Гордерн, англійський актор (*1911)
4 травня — Хітомі Нозое, японська акторка (*1937)
5 травня — Ботвинник Михайло Мойсейович, радянський шахіст, чемпіон світу із шахів (*1911)
5 травня — Йозеф Бек, чеський актор (*1918)
5 травня — Ло Кві Сон, гонконгський бізнесмен, інвестор і філантроп (*1910)
6 травня — Лейко Сергій Ілліч, київський кримінальний авторитет (*1959)
6 травня — Марія Пія де Саксен-Кобург і Браганса, португальська письменниця та журналістка (*1907)
6 травня — Фіфі Юсеф, єгипетська акторка (*1920)
6 травня — Ян Сан-ланг, тайванський художник (*1907)
7 травня — Гіті Пашаеї, іранська співачка та музикантка (*1940)
8 травня — Тереза Тенг, тайванська поп-співачка (*1953)
9 травня — Альф Генріксон, шведський письменник, сценарист, поет, перекладач і журналіст (*1905)
9 травня — Канхіялал Мішра Прабхакар, індійський журналіст, письменник і борець за свободу (*1906)
11 травня — Давид Авідан, ізраїльський поет, письменник, художник, перекладач, сценарист і кінорежисер (*1934)
11 травня — Борис Пеш, офіцер військової розвідки армії США (*1900)
11 травня — Іво Самкалден, нідерландський політик і юрист (*1912)
12 травня — Болтнєв Андрій Миколайович, радянський і російський актор театру і кіно (*1946)
12 травня — Міа Мартіні, італійська співачка (*1947)
12 травня — Штефан Ковач, румунський футболіст угорського походження (*1920)
14 травня — Крістіан Бемер Анфінсен, американський біохімік, лауреат Нобелівської премії з хімії 1972 (*1916)
14 травня — Флора Козьмуца, угорська педагогиня (*1905)
15 травня — Сеймур Дерст, американський інвестор і забудовник (*1913)
16 травня — Лола Флорес, іспанська співачка, танцюристка й акторка (*1923)
18 травня — Познанська Марія Авакумівна, українська радянська поетеса (*1917)
18 травня — Анрі Лаборі, французький хірург, нейробіолог, письменник і філософ (*1914)
18 травня — Годунов Олександр Борисович, радянський і американський артист балету і кіноактор, втікач з СРСР (*1949)
18 травня — Елізабет Монтгомері, американська акторка (*1933)
18 травня — Еліша Кук мол., американський характерний актор (*1903)
18 травня — Сабіна Сіньєн, німецька кіноакторка (*1942)
18 травня — Ян Тролін, шведський телеведучий (*1968)
19 травня — Мохаммад-Такі Шуштарі, іранський шиїтський вчений-імаміт (*1903)
20 травня — Інгрід фон Розен, шведська письменниця (*1930)
21 травня — Анна Марія Гертруда Шмідт, нідерландська письменниця (*1911)
24 травня — Гарольд Вільсон, прем'єр-міністр Великої Британії (1964—1970 та 1974—1976) (*1916)
25 травня — Дані Робен, французька кіноакторка (*1927)
25 травня — Крешимир Чосич, югославський баскетболіст, югославський та хорватський баскетбольний тренер та хорватський дипломат (*1948)
26 травня — Штефан Баніца старший, румунський актор і співак (*1933)
27 травня — Ганна Ожоговська, польська письменниця та поетеса (*1904)
27 травня — Епі Дрост, нідерландський футболіст і тренер (*1945)
28 травня — Побігущий-Рен Євген Павлович, український військовик-офіцер, доброволець УГА, полковник дивізії «Галичина» (*1901)
28 травня — Аріфін Ноер, індонезійський поет, театральний режисер і кінопродюсер (*1941)
30 травня — Антоніо Флорес, іспанський співак, автор пісень і актор (*1961)
30 травня — Осмо Валло, жертва поліцейського насильства у Швеції (*1954)

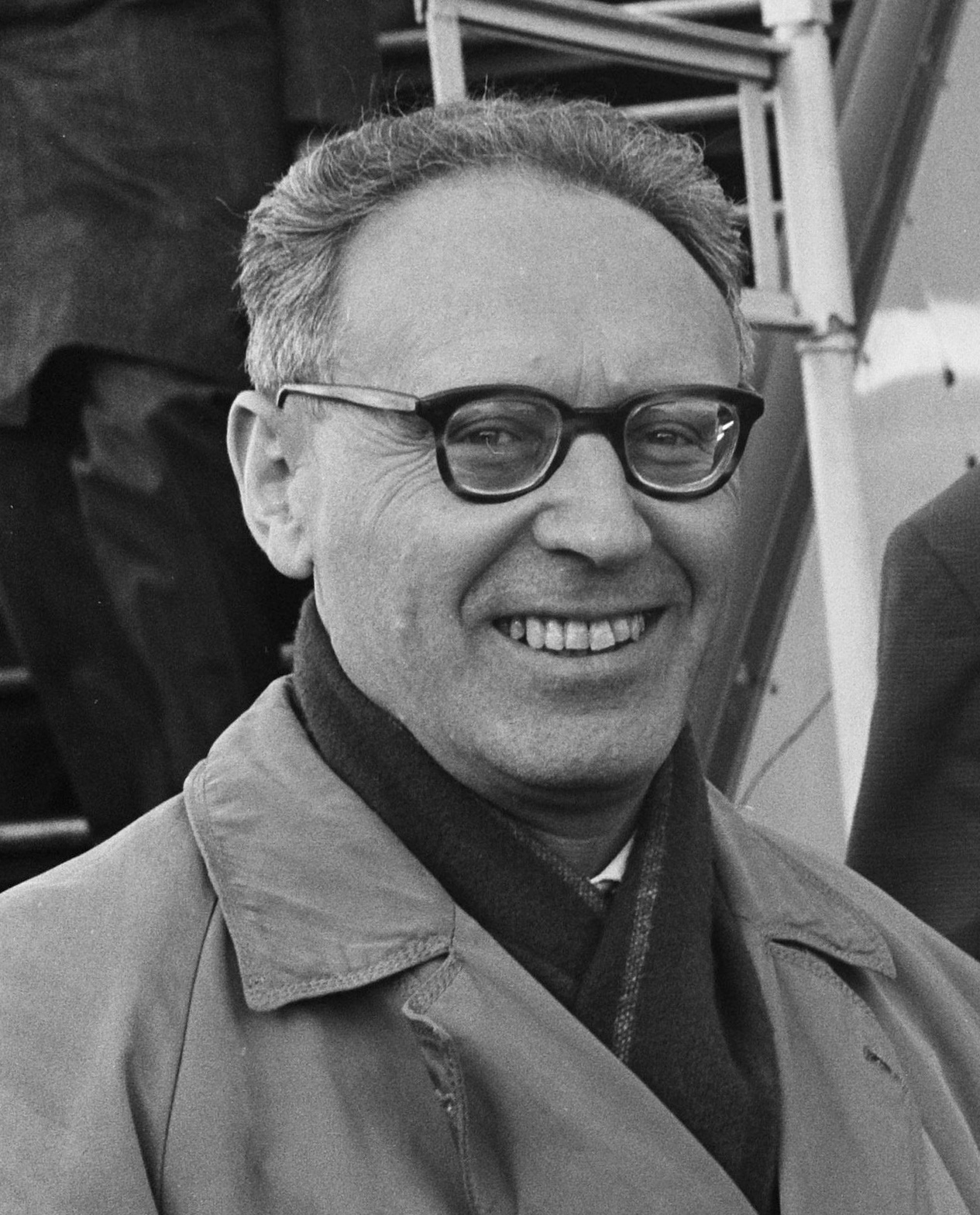
Михайло Ботвинник
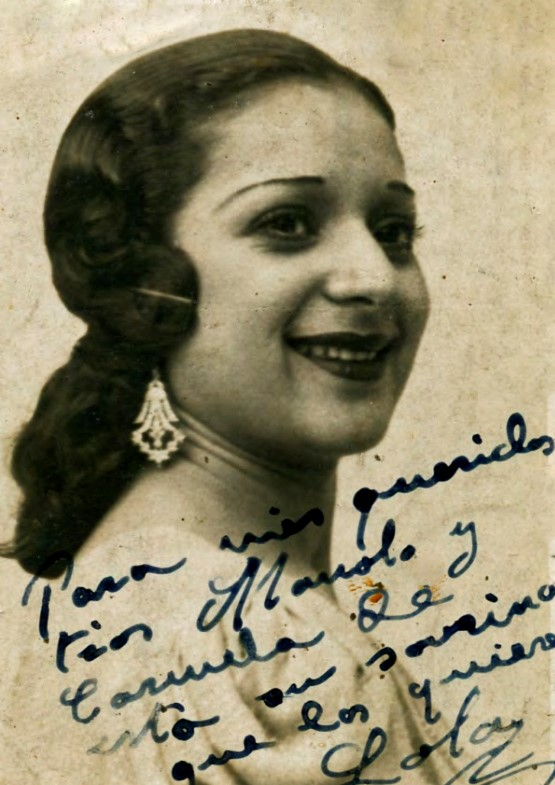
Лола Флорес
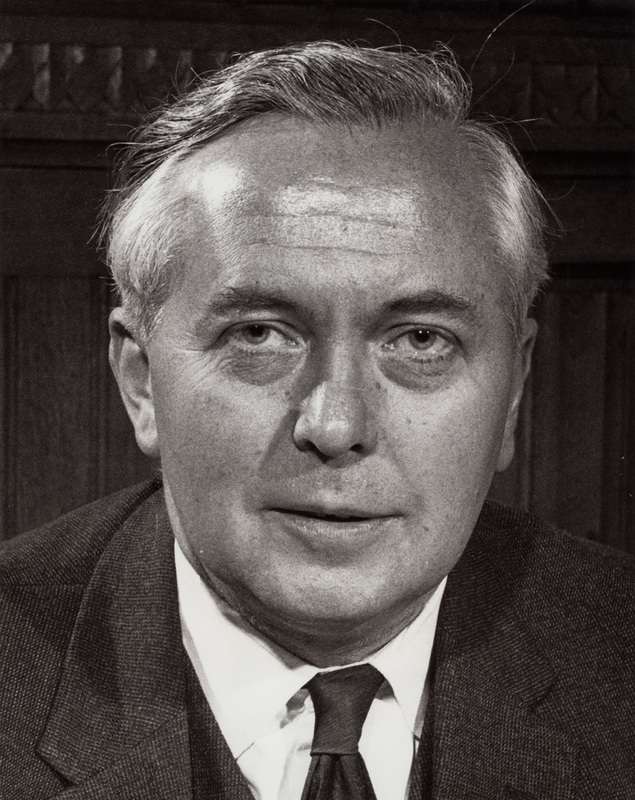
Гарольд Вільсон

## Червень
2 червня — Кохей Міяучі, японський актор і актор озвучування (*1929)
3 червня — Душан Булаїч, сербський актор (*1932)
3 червня — Хоакін Прат, іспанський радіо- та телеведучий (*1927)
5 червня — Ейзо Хорі, японський військовик (*1913)
6 червня — Крамаров Савелій Вікторович, радянський, російський та американський актор театру і кіно єврейського походження (*1934)
6 червня — Шейх Імам, єгипетський композитор і співак (*1918)
7 червня — Сюань Хуа, проповідник китайського буддизму в Сполучених Штатах (*1918)
8 червня — Хуан Карлос Онганіа, аргентинський військовик, фактично президент Аргентини у 1966—1970 роках (*1914)
10 червня — Інамул Хасан Кандхлаві, індійський ісламський учений (*1918)
12 червня — Артуро Бенедетті Мікеланджелі, італійський піаніст (*1920)
14 червня — Роджер Желязни, американський письменник-фантаст (*1937)
14 червня — Рорі Галлагер, ірландський блюз-рок-гітарист, співак, автор пісень і продюсер (*1948)
15 червня — Джон Вінсент Атанасов, американський фізик, математик та інженер-електрик болгарського походження (*1903)
19 червня — Пітер Вулдрідж Таунсенд, полковник Королівських ВПС Великої Британії (*1914)
20 червня — Еміль Чоран, румунський і французький філософ і письменник (*1911)
21 червня — Джун Хамамура, японський актор (*1906)
21 червня — Ульріх Тейн, німецький актор, кінорежисер і сценарист (*1930)
22 червня — Дербеньов Леонід Петрович, радянський і російський поет-пісняр (*1931)
22 червня — Ів Конґар, французький католицький богослов, домініканець, кардинал (*1904)
22 червня — Фам Хак Хо, в'єтнамський юрист, письменник і урядовець часів короля Бао Дая (*1901)
23 червня — Джонас Солк, американський медичний дослідник та вірусолог (*1914)
23 червня — Тарасов Анатолій Володимирович, радянський футболіст та хокеїст, хокейний тренер (*1918)
23 червня — Атеф Ель Таєб, єгипетський кінорежисер (*1947)
24 червня — Івон Курі, бразильський співак, автор пісень і актор (*1928)
25 червня — Воррен Бергер, голова Верховного суду США у 1969—1986 роках (*1907)
25 червня — Ернест Томас Синтон Волтон, ірландський фізик, лауреат Нобелівської премії з фізики 1951 (*1903)
25 червня — Цю Мяоцзінь, тайванська письменниця (*1969)
26 червня — Казімеж Віхняж, польський актор театру, кіно, радіо і телебачення, актор озвучування (*1915)
26 червня — Жарко Броз, радянський та югославський військовий діяч, син президента СФРЮ Йосипа Броз Тіто (*1924)
27 червня — Йоні Чен, ізраїльський актор, актор озвучування, режисер і лялькар (*1953)
28 червня — Петрі Валлі, фінський музикант (*1969)
29 червня — Лана Тернер, американська акторка (*1921)
30 червня — Береговий Георгій Тимофійович, український радянський льотчик-космонавт, двічі Герой Радянського Союзу (*1921)
30 червня — Сіко Мансголт, нідерландський політик, президент Європейської комісії (1972—1973) (*1908)
30 червня — Яремчук Назарій Назарович, український естрадний співак (*1951)
30 червня — Ґейл Гордон, американський характерний актор (*1906)
30 червня — Саїд ас-Сабі, палестинський політик (*1926)
30 червня — Філліс Гайман, американська співачка, авторка пісень і акторка (*1949)
30 червня — Яків Мерідор, ізраїльський політик, командир Ірґуну та бізнесмен (*1913)

Савелій Крамаров
Роджер Желязни
Лана Тернер
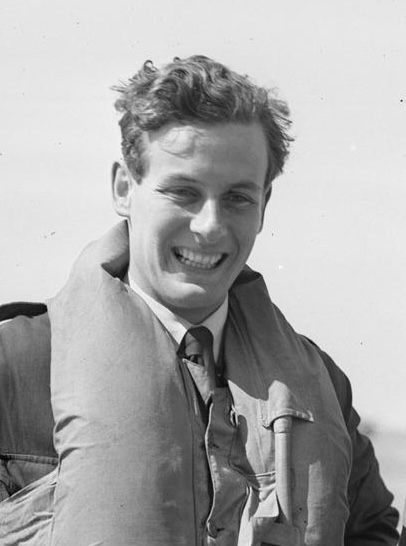
Пітер Вулдрідж Таунсенд

## Липень
1 липня — Вольфмен Джек, американський ді-джей (*1938)
1 липня — Мухаммед Аль-Муджі, єгипетський композитор і актор (*1923)
1 липня — Пол Нгуєн Ван Бінь, в'єтнамський прелат католицької церкви (*1910)
2 липня — Виноградова Марія Сергіївна, радянська акторка театру і кіно (*1922)
2 липня — Алекс Джордан, американська порноакторка (*1963/1967)
3 липня — Панчо Гонсалес, американський тенісист (*1928)
3 липня — Александер Лангер, італійський журналіст, активіст, політик, перекладач і вчитель (*1946)
4 липня — Боб Росс, американський художник (*1942)
4 липня — Гуцало Євген Пилипович, український письменник, журналіст, поет і кіносценарист (*1937)
4 липня — Ева Габор, американська акторка (*1919)
4 липня — Гілберто Боскес Сальдівар, мексиканський дипломат, політик, журналіст (*1892)
4 липня — Карім Санджабі, іранський політик (*1905)
5 липня — Брежнєва Вікторія Петрівна, дружина Генерального секретаря ЦК КПРС Леоніда Брежнєва (*1907)
5 липня — Фукуда Такео, прем'єр-міністр Японії з 1976 по 1978 рік (*1905)
6 липня — Азіз Несин, турецький письменник та гуморист кримськотатарського походження (*1915)
7 липня — Лі Ши Цзяо, тайванський художник (*1908)
10 липня — Ван Цао, в'єтнамський композитор (*1923)
10 липня — Іда Багус Мантра, індонезійський урядовець (*1928)
10 липня — Мехмет Алі Айбар, турецький юрист і політик (*1908)
12 липня — Ашапурна Деві, індійська письменниця бенгальською мовою (*1909)
13 липня — Більґе Карасу, турецький письменник (*1930)
13 липня — Алі Аль-Варді, іракський соціолог (*1913)
13 липня — Матті Пеллонпяя, фінський актор і музикант (*1951)
13 липня — Пак Чан-джу, дружина корейського принца Ї У (*1914)
14 липня — Володимир (патріарх Київський), патріарх Київський і всієї Руси-України УПЦ Київського Патріархату (1993—1995) (*1925)
14 липня — Гончар Олесь Терентійович, український та радянський письменник, літературний критик, політик, громадський діяч (*1918)
16 липня — Мордехай Гур, ізраїльський воєначальник і державний діяч (*1930)
16 липня — Ахмед Марей, єгипетський актор (*1942)
17 липня — Хуан-Мануель Фанхіо, аргентинський автогонщик Формули-1 (*1911)
17 липня — Єжи Міхотек, польський актор, співак, режисер телевізійних і сценічних програм (*1921)
17 липня — Івані Рібейро, бразильська радіоакторка, письменниця та авторка мильних опер (*1922)
17 липня — Мікаель Юнггрен, шведський байкер і гангстер (*1962)
18 липня — Рьоічі Сасакава, японський бізнесмен, філантроп, ультраправий політик і підозрюваний у військових злочинах (*1899)
18 липня — Фабіо Казартеллі, італійський велогонщик (*1970)
20 липня — Сігеру Окада, японський бізнесмен (*1914)
22 липня — Саїд Махмуд Мурсі, єгипетський письменник і автор пісень (*1887)
23 липня — Чан Кім Туен, начальник розвідки Південного В'єтнаму (*1925)
24 липня — Садік Ахмет, грецький доктор медицини та політик турецького походження (*1947)
25 липня — Есмет Довлатшахі, королева-консорт Ірану, дружина Рези Шаха Пахлаві (*1905)
25 липня — Чарлі Річ, американський музикант (*1932)
25 липня — Енді Ліані, індонезійський рок-співак (*1964)
27 липня — Міклош Рожа, угорсько-американський композитор (*1907)
30 липня — Александер Бардіні, польський актор, театральний діяч (*1913)
31 липня — Айко Ямано, японська перукарка (*1909)
31 липня — Йоко Хіраока, дружина японського письменника Юкіо Мішіми (*1937)
31 липня — Мутлак Хамід Аль-Отайбі, саудівський письменник і поет (*1937)

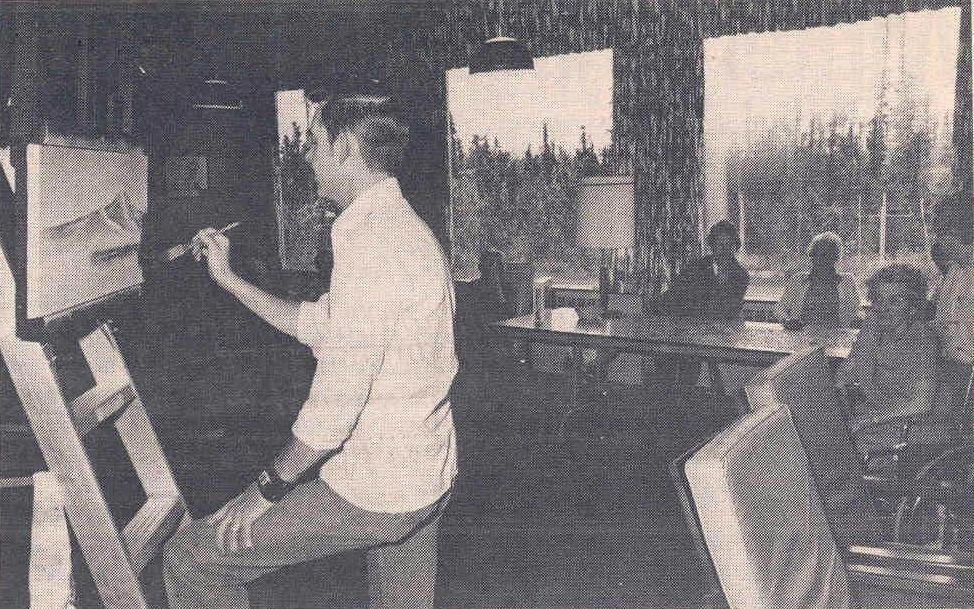
Боб Росс
патріарх Київський Володимир (Романюк)
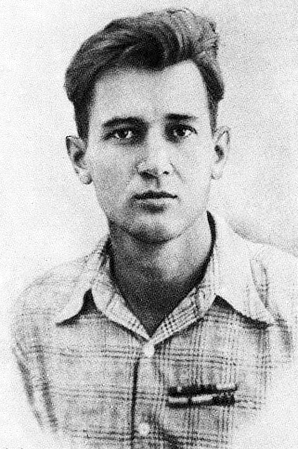
Олесь Гончар
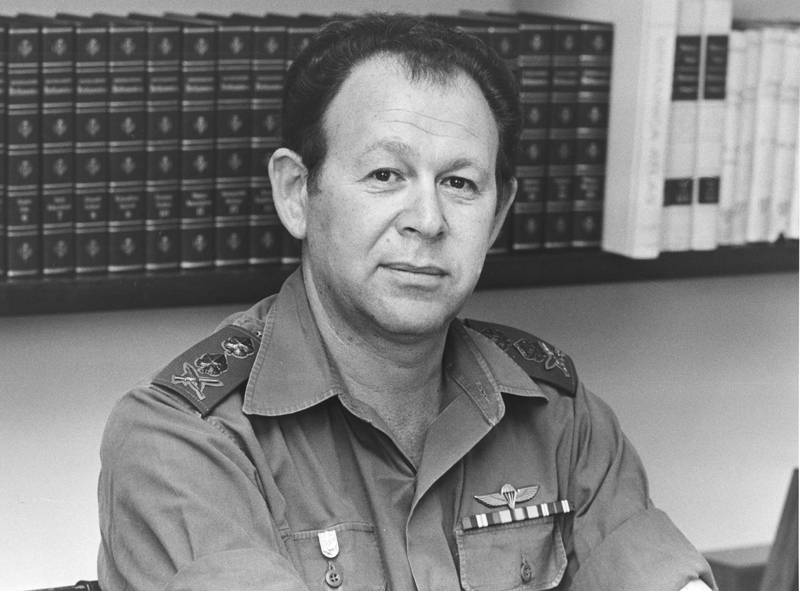
Мордехай Гур
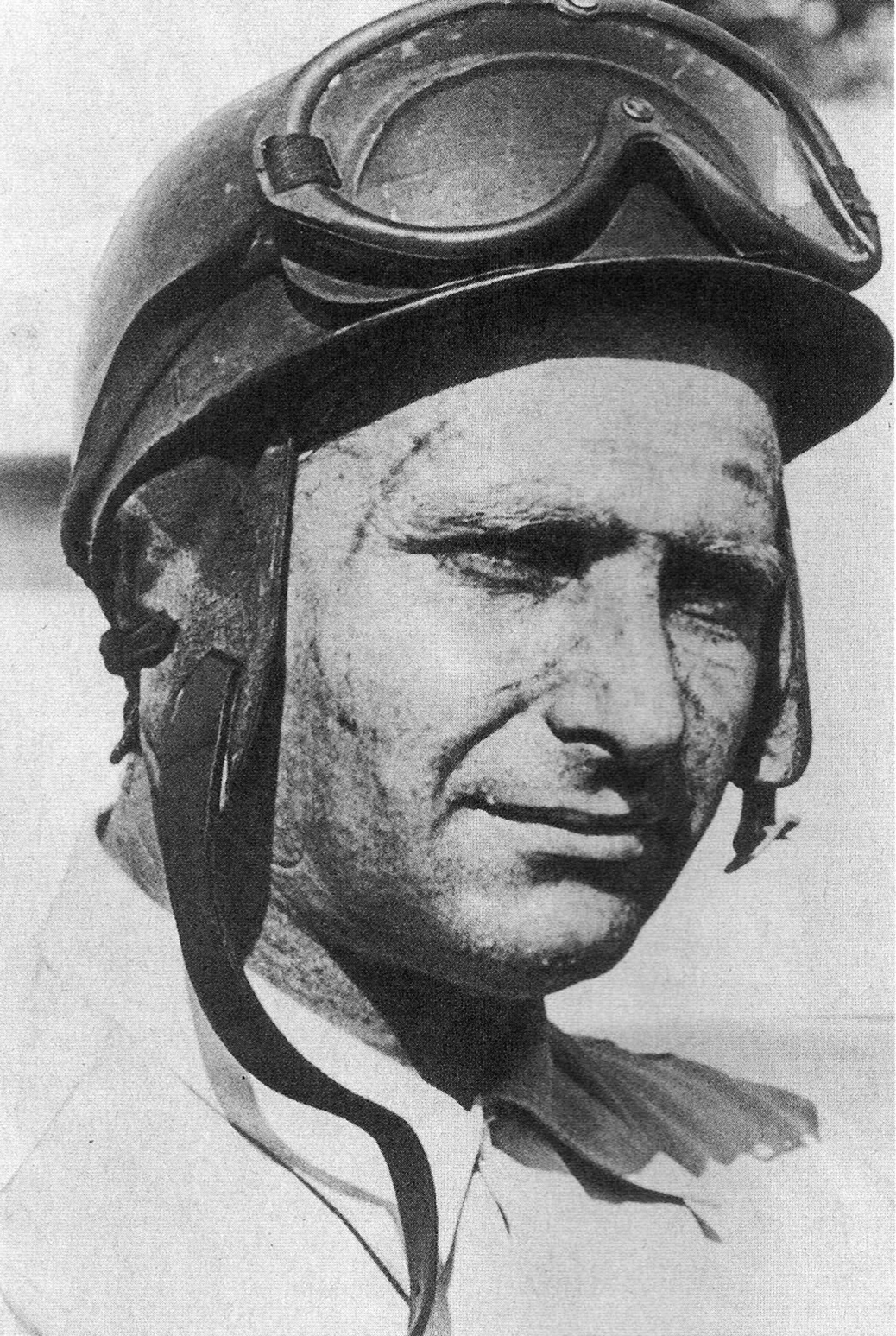
Хуан-Мануель Фанхіо

## Серпень
1 серпня — Дуонг Тхіє Туок, в'єтнамський музикант (*1915)
2 серпня — Коваль Юрій Йосипович, радянський російський дитячий письменник і поет, сценарист, художник і скульптор, автор-виконавець пісень (*1938)
2 серпня — Чен Гван Мін, гонконгський актор (*1917)
3 серпня — Айда Лупіно, британська та американська акторка, режисерка (*1918)
3 серпня — Марсело Гастальді, бразильський актор, комік, співак, композитор і актор озвучування (*1944)
4 серпня — Дж. Говард Маршалл, американський мільярдер, бізнес-магнат, науковець і урядовець (*1905)
9 серпня — Джеррі Гарсія, американський музикант, гітарист гурту Grateful Dead (*1942)
10 серпня — Флорестан Фернандес, бразильський соціолог і політик (*1920)
10 серпня — Харішанкар Парсай, індійський письменник, який писав на гінді (*1922)
11 серпня — Алонзо Черч, американський математик і логік (*1903)
11 серпня — Філ Гарріс, американський актор, комік, співак і автор пісень (*1904)
12 серпня — Акіле Тольяні, італійський співак і актор (*1924)
12 серпня — Ридван Озден, турецький військовик (*1949)
13 серпня — Мікі Ментл, американський бейсболіст (*1931)
13 серпня — Аміна Аль-Саїд, єгипетська письменниця (*1910)
16 серпня — Боббі ДеБардж, американський музикант (*1956)
17 серпня — Айнул Хак Фарід Коті, пакистанський історик-лінгвіст (*1920)
17 серпня — Джон Хрон, шведський хлопчик, жертва неонацистів (*1981)
18 серпня — Шепілов Дмитро Трохимович, радянський державний і партійний діяч, економіст (*1905)
18 серпня — Гуннар Свенссон, шведський джазовий музикант і композитор (*1920)
19 серпня — П'єр Шеффер, французький композитор (*1910)
19 серпня — Абієм Нгесті, індонезійський співак (*1978)
20 серпня — Імад Абдель Халім, єгипетський співак і актор (*1960)
20 серпня — Лім Сон Мін, південнокорейський актор (*1956)
20 серпня — Хьюго Пратт, італійський творець коміксів (*1927)
21 серпня — Нанні Лой, італійський режисер театру та кіно, сценарист і актор (*1925)
21 серпня — Снєжина Тетяна Валеріївна, російська поетеса, композиторка і співачка (*1972)
21 серпня — Субрахманьян Чандрасекар, таміло-індійський та американський астрофізик, лауреат Нобелівської премії з фізики 1983 (*1910)
23 серпня — Чень Пісянь, китайський комуністичний революціонер і політик (*1916)
24 серпня — Альфред Ейзенштадт, німецько-американський фотограф і журналіст єврейського походження (*1898)
24 серпня — Гарі Кросбі, американський актор і співак, син Бінґа Кросбі (*1933)
25 серпня — Сецуко, принцеса Чічібу, членкиня японської імператорської родини (*1909)
28 серпня — Міхаель Енде, німецький письменник (*1929)
28 серпня — Жерар Вільк, польський танцюрист балету (*1944)
28 серпня — Набіль ель-Десукі, єгипетський актор театру та кіно (*1923)
28 серпня — Поппі Мерк'юрі, індонезійська рок-співачка та музикантка (*1972)
29 серпня — Френк Перрі, американський режисер (*1930)
30 серпня — Агепе, бразильський співак і композитор (*1942)
30 серпня — Стерлінг Моррісон, американський гітарист (The Velvet Underground) (*1942)
30 серпня — Хітомі Ямагучі, японський письменник (*1923)
31 серпня — Беант Сінгх, індійський політик (*1922)
31 серпня — Горст Янссен, німецький художник-графік (*1929)
31 серпня — Здзіслав Наймродський, польський злочинець (*1954)

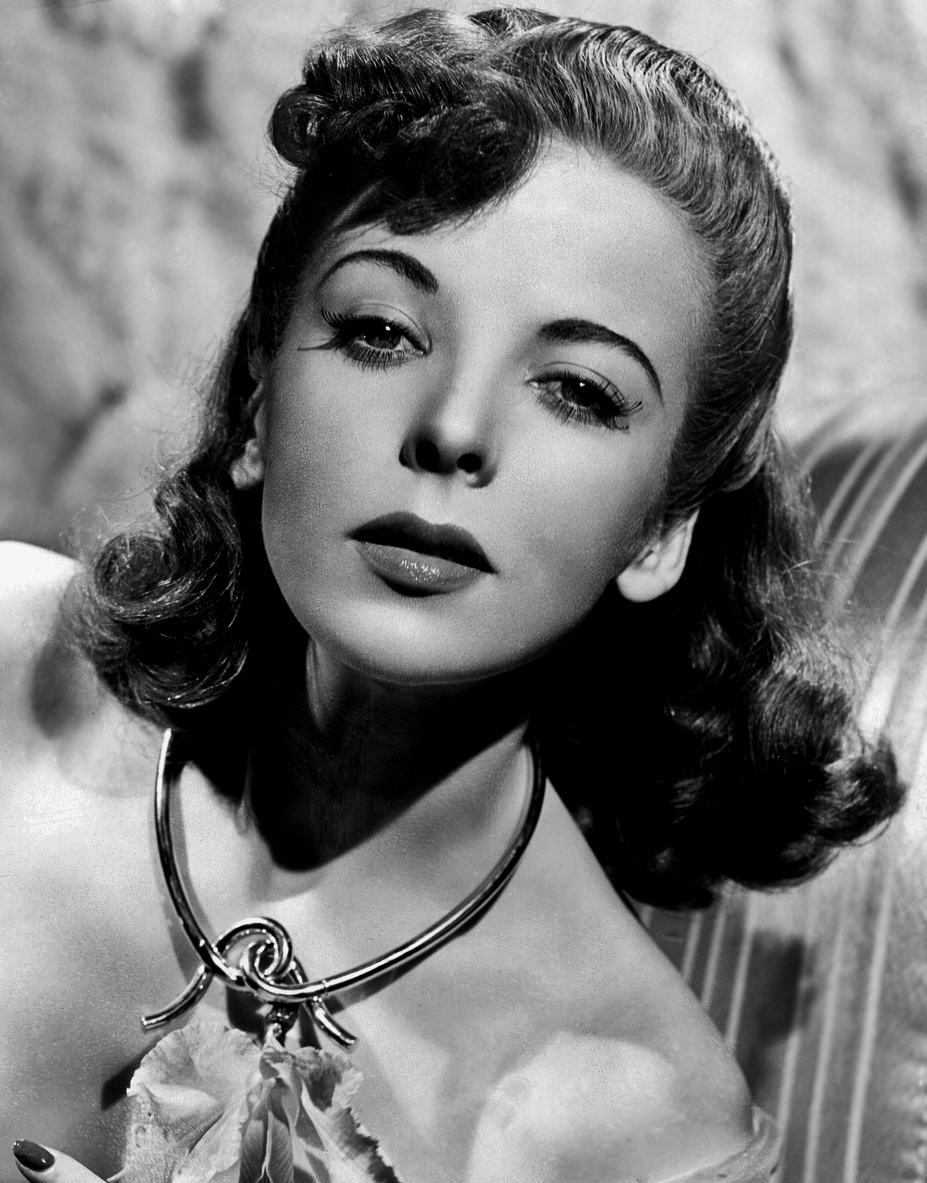
Айда Лупіно
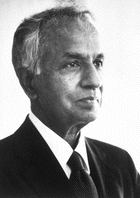
Субрахманьян Чандрасекар
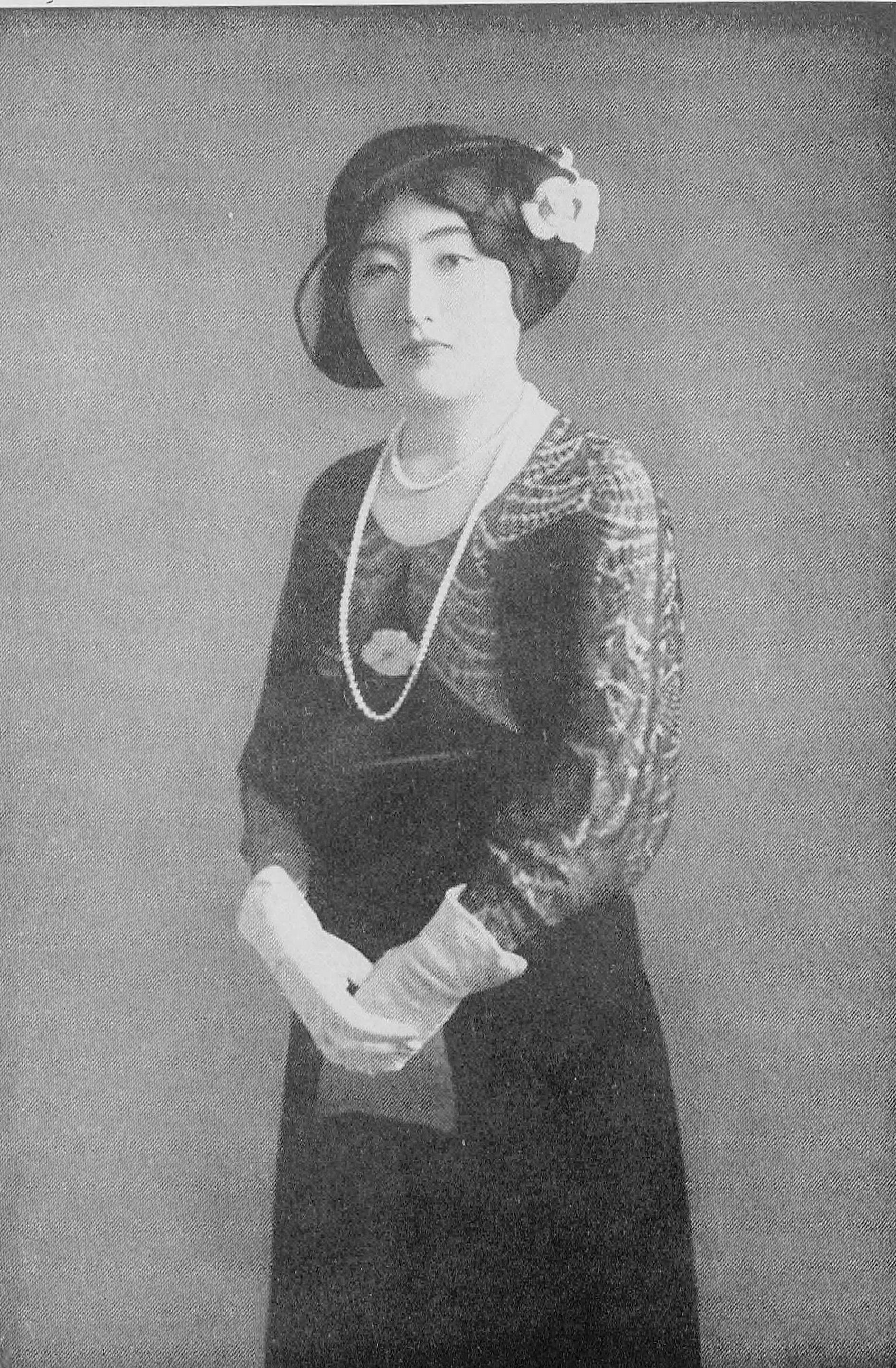
принцеса Сецуко

## Вересень
4 вересня — Пауло Грасіндо, бразильський актор (*1911)
5 вересня — Беньямін Суеб, індонезійський комік, актор і співак (*1939)
5 вересня — Саліл Чоудхурі, індійський музикант, композитор музики для фільмів, письменник і поет (*1925)
7 вересня — Джон Келхун, американський етолог і дослідник психології (*1917)
7 вересня — Ільза Гесс, дружина «нациста номер три» Рудольфа Гесса (*1900)
8 вересня — Чжан Айлін, китайська письменниця, сценарист (*1920)
8 вересня — Лю Аньці, генерал армії Китайської Республіки (*1903)
8 вересня — Холдіс Морен Весаас, норвезька поетесса, перекладачка і дитяча письменниця (*1907)
9 вересня — Акіміцу Такаджі, японський письменник (*1920)
9 вересня — Саулі Лехтонен, фінський співак (*1975)
10 вересня — Шарль Деннер, французький актор єврейського походження (*1926)
11 вересня — Стржельчик Владислав Гнатович, радянський, російський актор театру і кіно (*1921)
12 вересня — Ернест Поль, польський футболіст німецького походження (*1932)
12 вересня — Джеремі Бретт, англійський актор (*1933)
13 вересня — Шанкар Гобінд Чоудхурі, бангладешський політик (*1926)
14 вересня — Богуш Білевський, польський актор (*1930)
14 вересня — Ейдзі Окада, японський кіноактор (*1920)
15 вересня — Гуннар Нордаль, шведський футболіст (*1921)
15 вересня — Дірсеу, бразильський футболіст (*1952)
15 вересня — Мічіо Ватанабе, японський політик (*1923)
15 вересня — Костінья, бразильський комік і актор (*1923)
15 вересня — Рієн Пуртвліт, нідерландський художник та ілюстратор (*1932)
17 вересня — Єгуда Гец, рабин Стіни плачу, голова єшиви в Єрусалимі (*1924)
17 вересня — Фрідріх Шюттер, німецький актор кіно і телебачення (*1921)
18 вересня — Трук Фуонг, в'єтнамський музикант (*1933)
19 вересня — Рудольф Паєрлс, англійський фізик-теоретик німецького походження (*1907)
19 вересня — Вінченцо Муччолі, італійський підприємець (*1934)
19 вересня — Гуань Чаокон, гонконгський актор (*1959)
19 вересня — Орвілл Реденбахер, американський вчений і бізнесмен (*1907)
25 вересня — Кей Томіяма, японський актор, актор озвучування та оповідач (*1938)
27 вересня — Саша Аргов, ізраїльський композитор (*1914)
29 вересня — Медалін Мюррей О'Гейр, американська активістка атеїзму та фемінізму, адвокатка, журналістка та письменниця (*1919)
29 вересня — Халед Келкал, французький і алжирський терорист (*1971)
30 вересня — Жан-Люк Лагарс, французький актор, театральний режисер і драматург (*1957)

## Жовтень
1 жовтня — Адітья Вікрам Бірла, індійський промисловець (*1943)
1 жовтня — Ібрагім Суед, бразильський журналіст, телеведучий, критик арабського походження (*1924)
2 жовтня — Хаджир Даріуш, іранський кінорежисер (*1938)
3 жовтня — Макаров Артур Сергійович, радянський і російський сценарист, письменник (*1931)
3 жовтня — Плініо Корреа де Олівейра, бразильський інтелектуал і традиціоналістський католицький активіст (*1908)
6 жовтня — Іван Манді, угорський письменник (*1918)
7 жовтня — Ольга Таусскі-Тодд, американська вчена-математик (*1906)
8 жовтня — Джон Кернкросс, британський державний службовець, офіцер розвідки та шпигун під час Другої світової війни (*1913)
9 жовтня — Александр Дуглас-Г'юм, прем'єр-міністр Великої Британії (1963—1964) (*1903)
9 жовтня — Кикріт Прамот, прем'єр-міністр Таїланду (1975—1976) (*1911)
10 жовтня — Паоло Гуччі, італійський бізнесмен і модельєр, колишній головний дизайнер і віцепрезидент Gucci (*1931)
10 жовтня — Кадір Савун, турецький актор (*1926)
15 жовтня — Брагін Ахать Хафізович, український підприємець, донецький кримінальний авторитет, президент ФК «Шахтар» (*1953)
17 жовтня — Гунвор Хофмо, норвезька письменниця-модерністка (*1921)
18 жовтня — Франко Фабріці, італійський актор (*1915)
19 жовтня — Джахурул Іслам, бангладешський підприємець (*1928)
19 жовтня — Дон Черрі, американський джазовий трубач (*1936)
20 жовтня — Анджей Войцеховський, польський журналіст (*1946)
20 жовтня — Кріс Пітч, бразильська акторка та співачка (*1971)
20 жовтня — Крістофер Стоун, американський актор (*1940)
21 жовтня — Абель Салазар, мексиканський актор, продюсер і режисер (*1917)
21 жовтня — Шеннон Хун, американський співак, автор пісень і музикант (*1967)
22 жовтня — Кінгслі Еміс, англійський письменник, поет та критик (*1922)
22 жовтня — Хуан Антоніо Хіменес Муньос, іспанський композитор і вокаліст (*1951)
23 жовтня — Георг Боссерт, німецький радіо- та телепродюсер, редактор і радіоведучий (*1939)
25 жовтня — Боббі Ріґґс, американський тенісист (*1918)
25 жовтня — Вівека Ліндфорс, шведська та американська акторка (*1920)
26 жовтня — Фатхі Шакакі, лідер палестинських бойовиків PIJ (*1951)
27 жовтня — Мумтаз Муфті, пакистанський письменник (*1905)
жовтень — Ахмед Меджаті, марокканський поет-авангардист (*1936)

## Листопад
2 листопада — Альваро Гомес Уртадо, колумбійський юрист, політик, журналіст (*1919)
2 листопада — Кім Кі Хван, південнокорейський злочинець (*1968)
2 листопада — Оен Бо Хюн, південнокорейський вбивця та ґвалтівник (*1957)
3 листопада — Ісан Юн, композитор корейського походження, який зробив кар'єру в Західній Німеччині (*1917)
4 листопада — Жиль Делез, французький філософ (*1925)
4 листопада — Іцхак Рабин, ізраїльський політичний діяч, прем'єр-міністр Ізраїлю (1974—1977, 1994—1995), лауреат Нобелівської премії миру 1994 (Вбивство Іцхака Рабина) (*1922)
4 листопада — Перелісна Катерина Федорівна, українська письменниця (*1902)
4 листопада — Пол Еддінгтон, англійський актор (*1927)
5 листопада — Ернест Ґеллнер, англійський філософ і соціальний антрополог (*1925)
6 листопада — Анета Корсо, американська акторка та письменниця (*1933)
7 листопада — Енн Данем, американська антропологиня, мати президента США Барака Обами (*1942)
9 листопада — Йилмаз Зафер, турецький артист театру і кіно (*1956)
10 листопада — Кен Саро-Віва, нігерійський письменник і громадський діяч (*1941)
10 листопада — Ріа Де Сімоне, італійська акторка та співачка (*1947)
11 листопада — Корнеліу Копосу, румунський консервативний політик (*1914)
11 листопада — Світлична Ганна Павлівна, українська поетеса (*1939)
12 листопада — Роберт Стефенс, англійський актор (*1931)
13 листопада — Май Фант, шведська соціологиня, письменниця і журналістка (*1930)
18 листопада — Мохаммед Хайр-Еддін, марокканський берберський поет і письменник (*1941)
19 листопада — Адольфо Блох, бразильський медіаменеджер походженням з українських євреїв (*1908)
20 листопада — Гриньков Сергій Михайлович, радянський і російський фігурист (парне катання) (*1967)
20 листопада — Кім Сон Чже, південнокорейський співак, репер, танцюрист та модель (*1972)
21 листопада — Лейла Мурад, єгипетська співачка та акторка (*1918)
23 листопада — Луї Маль, французький кінорежисер, сценарист і продюсер (*1932)
25 листопада — Бернард Вайнштейн, французький злочинець (*1952)
25 листопада — Лейф Юстер, норвезький комік, співак і актор (*1910)
25 листопада — Леон Зітрон, французький журналіст і телеведучий російського походження (*1914)
25 листопада — Несім Малкі, турецький бізнесмен і лихвар єврейського походження (*1952)
26 листопада — Вім Тельке, німецький телевізійний артист (*1927)
26 листопада — Санае Такасуґі, японська кіно- та телеакторка (*1918)
27 листопада — Абдулла Юдже, турецький музикант, поет, актор (*1920)
29 листопада — У Де, китайський комуністичний революціонер і політик КНР (*1913)
30 листопада — Stretch, американський репер і продюсер звукозапису (*1968)
30 листопада — Такамаро Тамія, японський терорист (*1943)

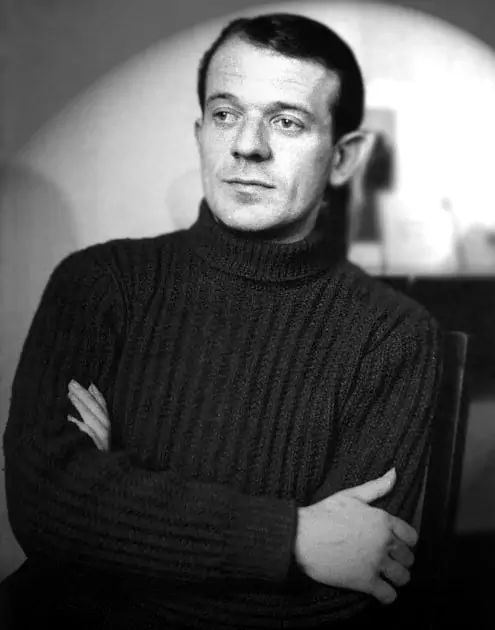
Жиль Делез
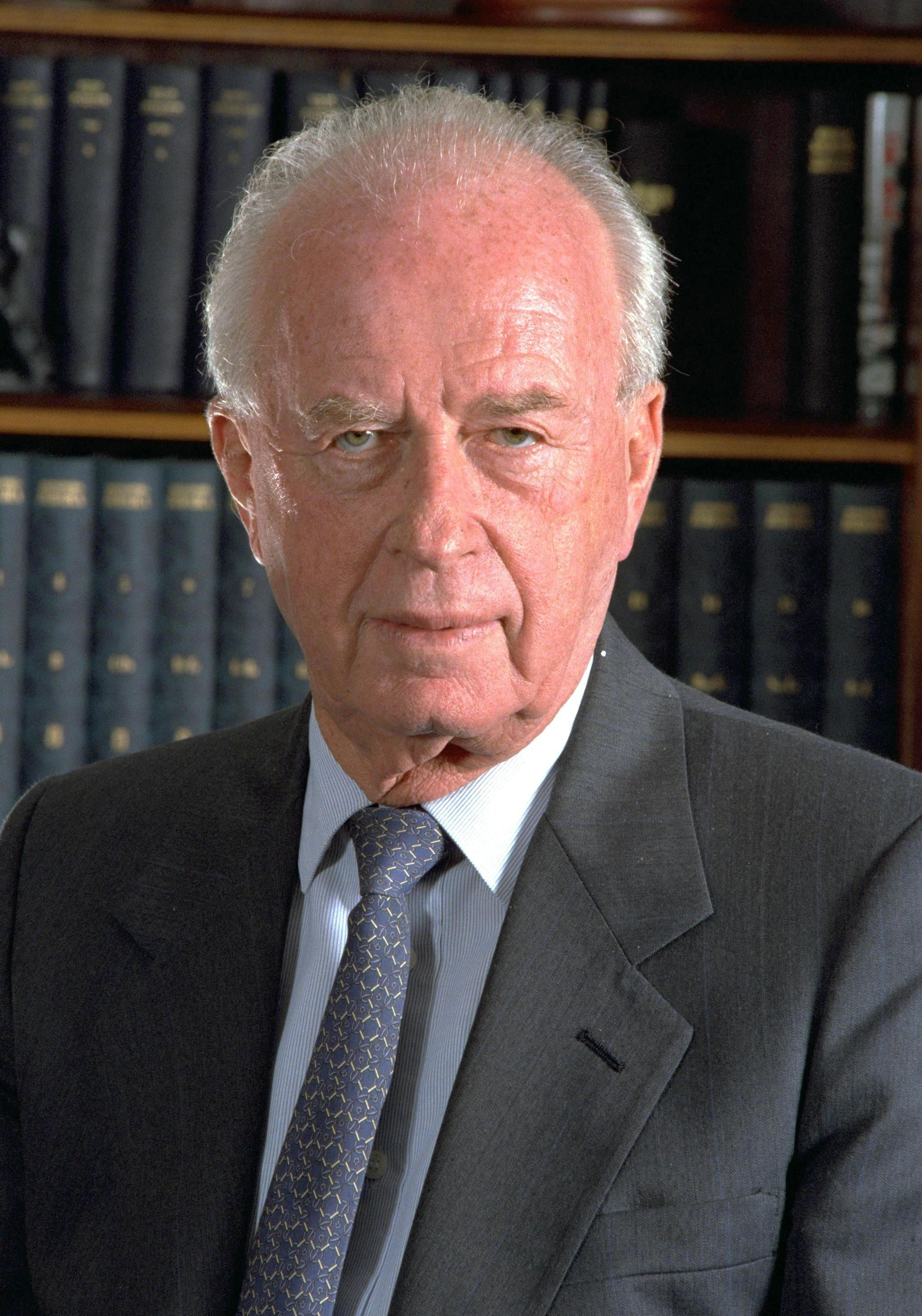
Іцхак Рабин

## Грудень
2 грудня — Марія Телкеш, угорсько-американська науковиця (хімік, біофізик), винахідниця (*1900)
2 грудня — Роксі Рокер, багамсько-американська акторка, мати Ленні Кравіца і бабуся Зої Кравітц (*1929)
3 грудня — Кайдановський Олександр Леонідович, радянський і російський актор, кінорежисер, сценарист, педагог (*1946)
3 грудня — Джерард Джон Шефер, американський вбивця (*1946)
3 грудня — Жозеп Бартолі, іспанський художник, карикатурист і письменник (*1910)
5 грудня — Клер Паттерсон, американський геохімік (*1922)
7 грудня — Ватанабе Масасі, японський футболіст (*1936)
9 грудня — Сунь Юеці, промисловець і політик Китайської Республіки та Китайської Народної Республіки (*1893)
10 грудня — Бонві, італійський художник коміксів (*1941)
11 грудня — Аболхасан Садігі, іранський скульптор і художник (*1894)
12 грудня — Моше-Цві Нерія, ізраїльський педагог, письменник і голова єшиви (*1913)
13 грудня — Дятлов Анатолій Степанович, колишній заступник головного інженера з експлуатації Чорнобильської АЕС під час Чорнобильської катастрофи (*1931)
15 грудня — Мануель Гутьєррес Мелладо, іспанський військовик і політик (*1912)
15 грудня — Ахмед Самір, єгипетський медійний діяч (*1940)
16 грудня — Жовтобрюх Михайло Андрійович, український мовознавець (*1905)
16 грудня — Іхсан Кетін, турецький вчений-геолог (*1914)
16 грудня — Маріель Вентре, італійська музикантка та співачка (*1939)
18 грудня — Конрад Цузе, німецький інженер, піонер комп'ютеробудування (*1910)
18 грудня — Абдул Рехман Кейлані, пакистанський каліграф, теолог і письменник (*1923)
18 грудня — Мартін Ружек, чеський актор (*1918)
20 грудня — Медж Сінклер, ямайська акторка (*1938)
22 грудня — Джеймс Мід, англійський економіст, лауреат Нобелівської премії з економіки 1977 (*1907)
22 грудня — Такузо Каватані, японський кіноактор (*1941)
22 грудня — Юлкю Озен, турецька акторка (*1951)
25 грудня — Дін Мартін, американський співак, актор, комік і кінопродюсер італійського походження (*1917)
25 грудня — Еммануель Левінас, французький філософ (*1906)
25 грудня — Чан Кі Рьо, південнокорейський хірург, педагог і філантроп (*1911)
26 грудня — Хасим Нін, індонезійський бізнесмен, магнат (*1916)
29 грудня — Йохан Манусама, президент невизнаної сепаратистської Республіки Південні Молуккські острови (у вигнанні, 1966—1993) (*1910)
29 грудня — Літа Грей, американська акторка, друга дружина Чарлі Чапліна (*1908)
29 грудня — Тіно Сідін, індонезійський художник і вчитель малювання (*1925)
30 грудня — Гайнер Мюллер, німецький драматург, театральний режисер, поет, есеїст (*1929)
30 грудня — Катаріна Тайкон, шведська дитяча письменниця циганського походження (*1932)
30 грудня — Боголюб Петрович, сербський актор (*1942)
30 грудня — Орхан Озтрак, турецький юрист і політик (*1914)
31 грудня — Фріц Екхардт, австрійський актор, режисер і письменник (*1907)

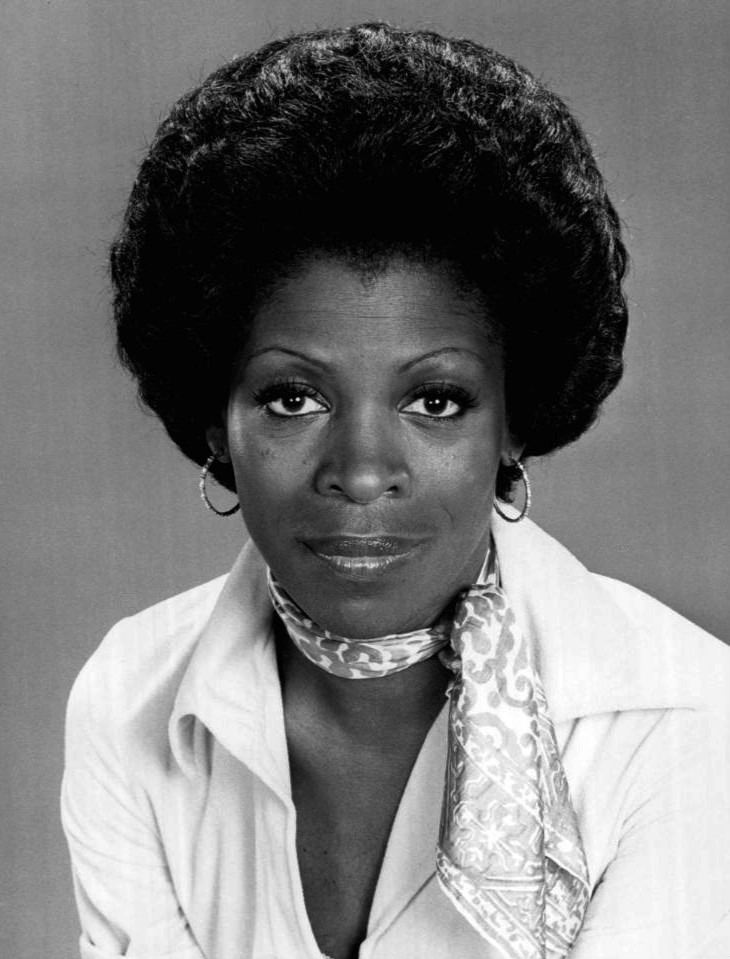
Роксі Рокер
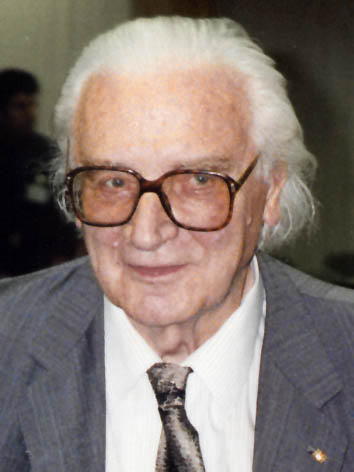
Конрад Цузе
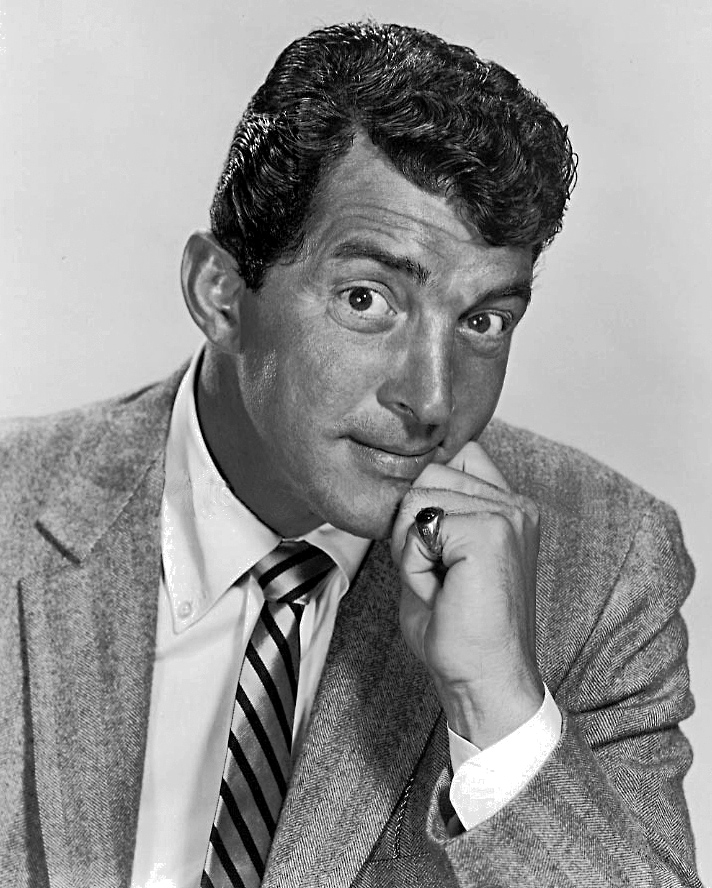
Дін Мартін
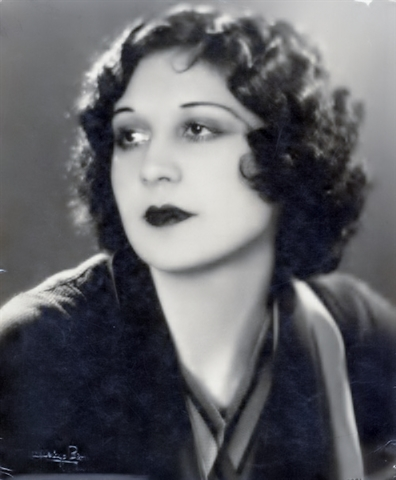
Літа Грей

## Місяць невідомий
1995 — Рашида Даджані, йорданська акторка палестинського походження (*1939)
1995 — Ліна Аль-Ансарі, йорданська співачка та акторка палестинського походження (*1964)
1995 — Мохаммед Саїд, алжирський імам, проповідник і мислитель (*1945)
1995 — Рукіє Еркін, одна з прийомних дочок Ататюрка (*1911)